# كارميلو جوليانو
كارميلو جوليانو (بالإسبانية: Carmelo Giuliano)‏ (14 يونيو 1951 في الأرجنتين - ) هو لاعب كرة قدم أرجنتيني في مركز الدفاع. لعب مع أتلتيكو أتلانتا وإنديبندينتي ونادي إيركوليس.

## وصلات خارجية
- كارميلو جوليانو على موقع قاعدة بيانات كرة القدم.إي يو (الإنجليزية)